# Восточный Тимор на Олимпийских играх
Восто́чный Тимо́р принимал участие в 5 летних Олимпийских играх. Дебютировал на Играх в Афинах в 2004 году. Спортсмены Восточного Тимора (3 человека) выступали в соревнованиях по лёгкой атлетике. В 2000 году 4 спортсмена из Восточного Тимора участвовали в Играх в Сиднее в качестве индивидуальных атлетов, принимавших участие в соревнованиях по лёгкой и тяжёлой атлетике и боксу. После обретения Восточным Тимором независимости от Индонезии в 2002 году спортсмены из Восточного Тимора стали выступать как отдельная команда на Олимпийских играх.
В зимних Олимпийских играх Восточный Тимор впервые принял участие в 2014 году. Спортсмены Восточного Тимора никогда не завоёвывали олимпийских медалей.
Национальный олимпийский комитет Восточного Тимора был создан в 2007 году.

### Медали на летних Олимпийских играх
| Игры                | Золото | Серебро | Бронза | Всего |
| ------------------- | ------ | ------- | ------ | ----- |
| 2004 Афины          | 0      | 0       | 0      | 0     |
| 2008 Пекин          | 0      | 0       | 0      | 0     |
| 2012 Лондон         | 0      | 0       | 0      | 0     |
| 2016 Рио-де-Жанейро | 0      | 0       | 0      | 0     |
| 2020 Токио          | 0      | 0       | 0      | 0     |
| Итого               | 0      | 0       | 0      | 0     |

### Медали на зимних Олимпийских играх
| Игры          | Золото | Серебро | Бронза | Всего |
| ------------- | ------ | ------- | ------ | ----- |
| 2014 Сочи     | 0      | 0       | 0      | 0     |
| 2018 Пхёнчхан | 0      | 0       | 0      | 0     |
| 2022 Пекин    | 0      | 0       | 0      | 0     |
| Итого         | 0      | 0       | 0      | 0     |

## Количество участников
На летних Олимпийских играх
| Вид спорта        | 2000 | 2004 | 2008 | 2012 | 2016 | 2020 | Всего |
| ----------------- | ---- | ---- | ---- | ---- | ---- | ---- | ----- |
| Лёгкая атлетика   | 2(1) | 2(1) | 2(1) | 2(1) | 2(1) | 1    | 11(5) |
| Бокс              | 1    |      |      |      |      |      | 1     |
| Тяжёлая атлетика  | 1    |      |      |      |      |      | 1     |
| Велоспорт         |      |      |      |      | 1    |      | 1     |
| Плавание          |      |      |      |      |      | 2(1) | 2(1)  |
| Всего спортсменов | 4(1) | 2(1) | 2(1) | 2(1) | 3(1) | 3(1) | 16(6) |
| 1.                |      |      |      |      |      |      |       |

На зимних Олимпийских играх
| Вид спорта        | 2014 | 2018 | 2022 | Всего |
| ----------------- | ---- | ---- | ---- | ----- |
| Горнолыжный спорт | 1    | 1    | 1    | 3     |
| Всего спортсменов | 1    | 1    | 1    | 3     |

- в скобках приведено количество женщин в составе сборной